# WISE 0819-0335
WISE 0819-0335 (= EQ J0819-0335) is een bruine dwerg in het sterrenbeeld Hydra met een spectraalklasse van T4. De ster is ontdekt door Wide-field Infrared Survey Explorer en bevindt zich 45,5 lichtjaar van de zon.